# Platytropius siamensis
Espèce
Statut de conservation UICN

 EX  : Éteint
Platytropius siamensis est une espèce éteinte de poisson-chat (ordre des Siluriformes) de la famille des Schilbeidae (en). Il était originaire des fleuves Chao Phraya et Bang Pakong en Thaïlande,, dont il habitait les cours inférieurs et moyens, ainsi que certains de leurs affluents et grandes zones humides.
L'espèce a été déclarée éteinte en 2011 par la Liste rouge de l'UICN des espèces menacées, car malgré des enquêtes périodiques elle n'a pas été rencontrée depuis 1975–1977. 
P. siamensis était carnivore et se nourrissait d'insectes et de crevettes. Cette espèce était ovipare et les œufs n'étaient pas gardés. Elle pouvait atteindre 20 cm de long.